# Joe Seneca
Joe Seneca (n. 14 ianuarie 1919, Cleveland, Ohio, SUA – d. 15 august 1996, Roosevelt Island⁠(d), New York, SUA) a fost un actor, cântăreț și compozitor american. El este cel mai bine cunoscut ca Willie Brown în La răscruce de drumuri (1986), Dr. Meadows în Picătura (1988) și Dr. Hanes în The Cosby Show.

## Filmografie
| An   | Titlu                              | Rol                    | Note |
| ---- | ---------------------------------- | ---------------------- | ---- |
| 1974 | The Taking of Pelham One Two Three | Sergent de poliție     |      |
| 1979 | The Fish That Saved Pittsburgh     | Mr. Sweets             |      |
| 1979 | Kramer vs. Kramer                  | Partygoer #6           |      |
| 1982 | Verdictul                          | Dr. Thompson           |      |
| 1984 | Vânătoarea                         | Santiago               |      |
| 1985 | Heart of the Garden                |                        |      |
| 1985 | Silverado                          | Ezra                   |      |
| 1986 | Crossroads                         | Willie Brown           |      |
| 1987 | Big Shots                          | Ferryman               |      |
| 1987 | Moments Without Proper Names       |                        |      |
| 1988 | Colegiul năbădăilor                | President McPherson    |      |
| 1988 | The Blob                           | Dr. Meddows            |      |
| 1989 | Matlock                            | "The Blues Singer"     |      |
| 1990 | Mo' Better Blues                   | Big Stop's Friend      |      |
| 1991 | Mississippi Masala                 | Williben Williams      |      |
| 1992 | Malcolm X                          | Toomer                 |      |
| 1993 | The Saint of Fort Washington       | Spits                  |      |
| 1996 | A Time to Kill                     | Reverend Isaiah Street |      |